# 1764 Коґшалл
1764 Коґшалл (1764 Cogshall) — астероїд головного поясу, відкритий 7 листопада 1953 року.
Тіссеранів параметр щодо Юпітера — 3,212.